# Chris Gray (giocatore di football americano)
Christopher William Gray (Birmingham, 19 giugno 1970) è un ex giocatore di football americano statunitense che ha militato nel ruolo di offensive guard nella National Football League (NFL). Fu scelto nel corso del quinto giro (132º assoluto) del Draft NFL 1993 dai Miami Dolphins. Al college giocò a football alla Auburn University.

## Carriera professionistica
Gray fu scelto dai Miami Dolphins nel quinto giro del Draft 1993. Gray disputò quattro stagioni coi Dolphins fino al 1996, una coi Chicago Bears nel 1997 dopo la quale passò oltre un decennio coi Seattle Seahawks. Si ritirò prima della stagione 2008 a causa dell'alto rischio di subire una paralisi per gli infortuni riportati in carriera.
Chris Gray detiene il record di franchigia dei Seahawks per partenze consecutive come titolare con 121 ed è al nono posto per gare totali con 145. Anche se non fu mai convocato per il Pro Bowl, fu parte integrante della offensive line che bloccò per Matt Hasselbeck e Shaun Alexander durante cinque apparizioni ai playoff consecutive (2003–2007), inclusa la stagione da MVP di Alexander nel 2005 culminata con la partecipazione al Super Bowl XL, perso contro i Pittsburgh Steelers. Durante la sua carriera coi Seahawks, giocò in ogni ruolo della linea offensiva.

## Palmarès

### Franchigia
- National Football Conference Championship: 1

Seattle Seahawks: 2005

### Individuale
- 50 migliori giocatori del 50º anniversario dei Seahawks

## Statistiche
| Partite totali      | 208 |
| Partite da titolare | 170 |